# 小行星3437
小行星3437（英語：3437 Kapitsa）是一颗围绕太阳公转的小行星。1982年10月20日，柳德米拉·卡拉季奇在克里米亚发现了此天体。
这颗小行星的绝对星等为79.98655等。